# Hàng không vũ trụ

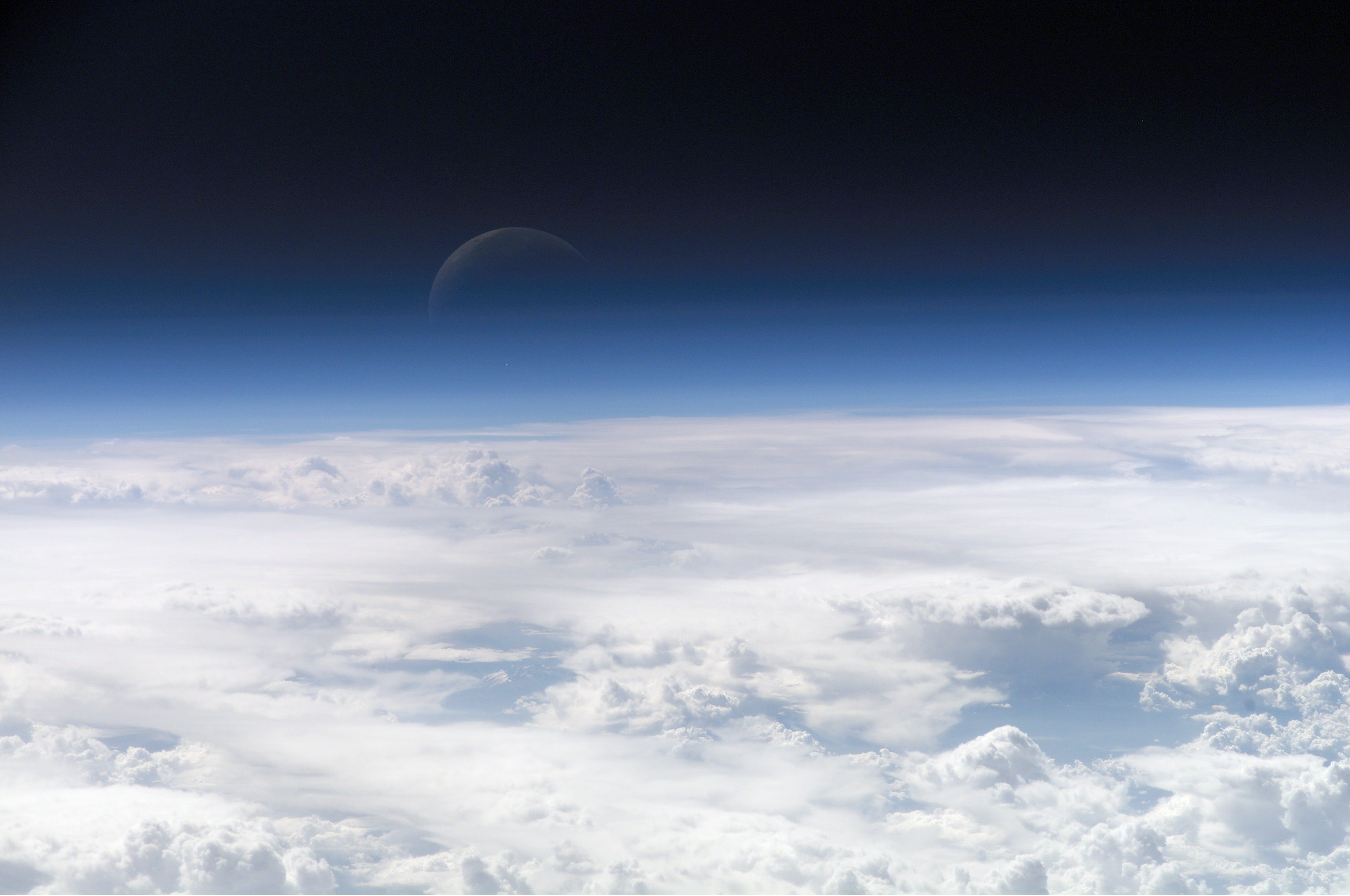
Một cái nhìn về bầu khí quyển của Trái Đất với Mặt trăng bên kia

Hàng không vũ trụ là những nỗ lực của con người trong nghiên cứu khoa học, kỹ thuật và thương mại để bay được trong bầu khí quyển của Trái Đất (hàng không) và không gian bên ngoài (du hành vũ trụ). Các tổ chức hàng không vũ trụ nghiên cứu, thiết kế, sản xuất, vận hành hoặc bảo trì máy bay hoặc tàu vũ trụ. Hoạt động hàng không vũ trụ rất đa dạng với vô số ứng dụng thương mại, công nghiệp và quân sự.
Không gian vũ trụ không giống như một không phận, đó là không gian vật lý trực tiếp phía trên một vị trí trên mặt đất. Sự bắt đầu của không gian là sự kết thúc của khí quyển, thường được coi có độ cao 100 km cách mặt đất, theo lời giải thích vật lý rằng áp suất không khí quá thấp để cơ thể nâng tạo ra lực nâng có ý nghĩa mà không vượt quá vận tốc quỹ đạo.

## Tổng quát
Ở hầu hết các nước công nghiệp, ngành hàng không vũ trụ là sự hợp tác của các ngành công nghiệp và tư nhân. Ví dụ, một số quốc gia có chương trình không gian dân sự được chính phủ tài trợ thông qua thu thuế, chẳng hạn như Cơ quan Hàng không và Vũ trụ Quốc gia Hoa Kỳ, Cơ quan Vũ trụ châu Âu, Cơ quan Vũ trụ Canada, Tổ chức Nghiên cứu Vũ trụ Ấn Độ ở Ấn Độ, Cơ quan thám hiểm hàng không Nhật Bản,RKA ở Nga, Cơ quan quản lý không gian quốc gia Trung Quốc, SUPARCO tại Pakistan, Cơ quan vũ trụ Iran và Viện nghiên cứu hàng không vũ trụ Hàn Quốc (KARI) tại Hàn Quốc.
Cùng với các chương trình không gian công cộng này, nhiều công ty sản xuất các công cụ và linh kiện kỹ thuật như tàu vũ trụ và vệ tinh nhân tạo. Một số công ty được biết đến có liên quan đến các chương trình không gian bao gồm Boeing, Cobham, Airbus, SpaceX, Lockheed Martin, United Technologies, MacDonald Dettwiler và Northrop Grumman. Các công ty này cũng tham gia vào các lĩnh vực hàng không vũ trụ khác như chế tạo máy bay.

## Lịch sử

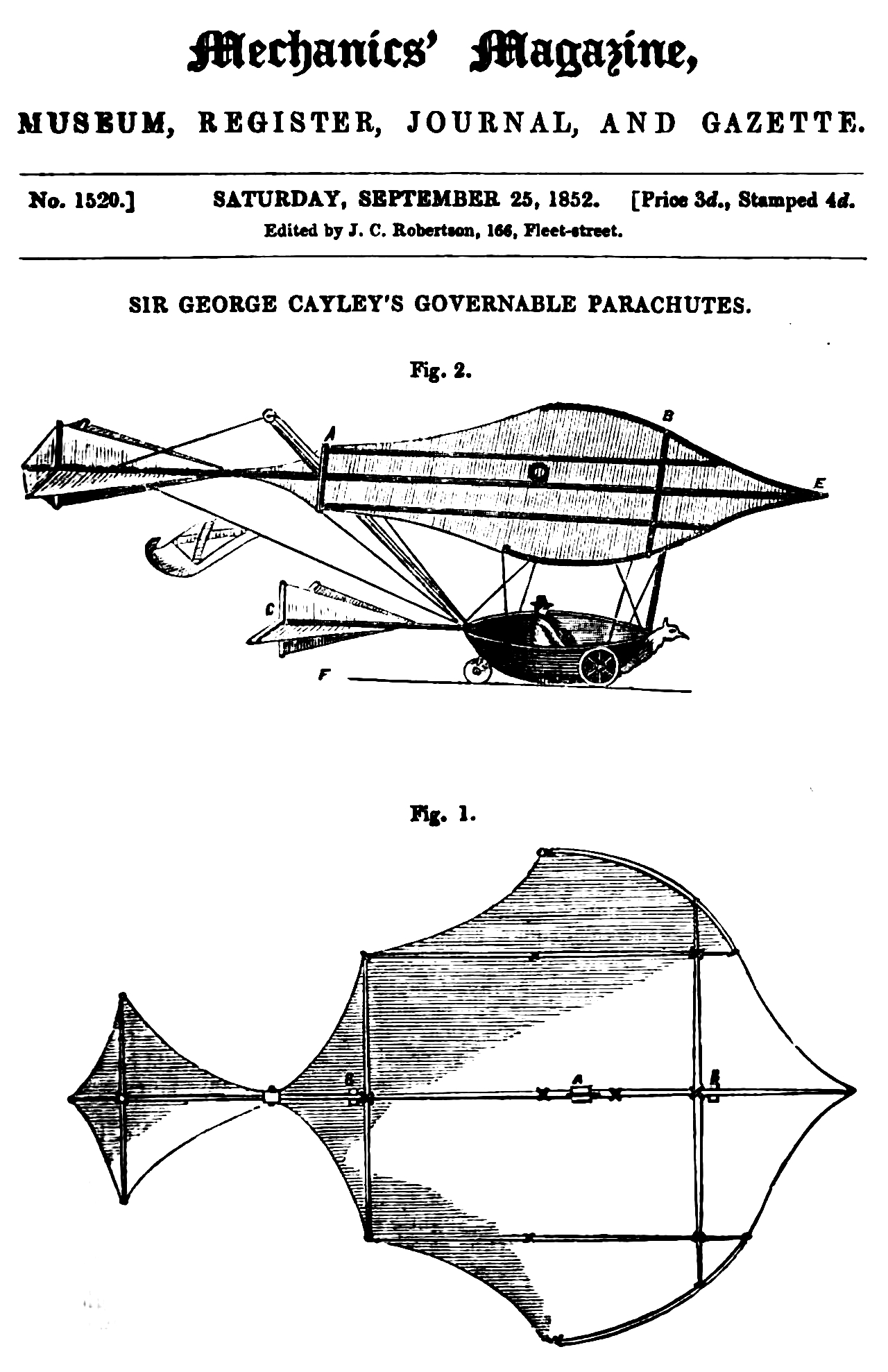
Tàu lượn được đề xuất bởi Cayley trong một tạp chí năm 1852.

Hàng không vũ trụ hiện đại bắt đầu với kỹ sư George Cayley vào năm 1799. Cayley đề xuất một chiếc máy bay có "cánh cố định và đuôi ngang và dọc", mang đặc điểm của máy bay hiện đại.
Thế kỷ 19 chứng kiến sự thành lập Hiệp hội Hàng không Vương quốc Anh (1866), Hiệp hội Tên lửa Hoa Kỳ và Viện Khoa học Hàng không, tất cả đều làm cho ngành hàng không trở thành một ngành khoa học chuyên nghiệp hơn. Những phi công như Otto Lilienthal, người giới thiệu các dạng cánh máy bay vào năm 1891, sử dụng tàu lượn để phân tích lượng khí động học. Anh em nhà Wright thích thú với công việc của Lilienthal và đã đọc qua một số ấn phẩm của ông. Họ cũng tìm thấy cảm hứng từ Octave Chanute, một phi công và là tác giả của Progress in Flying Machines (1894). Đó là công việc sơ bộ của Cayley, Lilienthal, Chanute và các kỹ sư hàng không vũ trụ đầu tiên khác đã mang lại chuyến bay duy trì được lực nâng đầu tiên tại Kitty Hawk, Bắc Carolina vào ngày 17 tháng 12 năm 1903 bởi anh em nhà Wright.
Chiến tranh và khoa học viễn tưởng đã truyền cảm hứng cho các nhà khoa học và kỹ sư như Konstantin Tsiolkovsky và Wernher von Braun đạt được chuyến bay vượt ra ngoài bầu khí quyển. Chiến tranh thế giới thứ hai đã truyền cảm hứng cho Wernher von Braun tạo ra các tên lửa V1 và V2.
Sự ra mắt của phi thuyền Sputnik 1 vào tháng 10 năm 1957 đã bắt đầu Thời đại Không gian vào ngày 20 tháng 7 năm 1969, chuyến bay Apollo 11 hạ cánh lên mặt trăng mang theo con người đầu tiên. Vào tháng 4 năm 1981, Tàu con thoi Columbia ra mắt, bắt đầu bay có người lái thường xuyên vào không gian quỹ đạo. Sự hiện diện lâu dài của con người trong không gian bắt đầu bằng trạm không gian "Mir" của Liên Xô vào năm 1986 và được tiếp tục bởi "Trạm vũ trụ Quốc tế". Việc thương mại hóa không gian và du lịch vũ trụ là những bước tiến gần đây hơn của ngành hàng không vũ trụ.

## Chế tạo

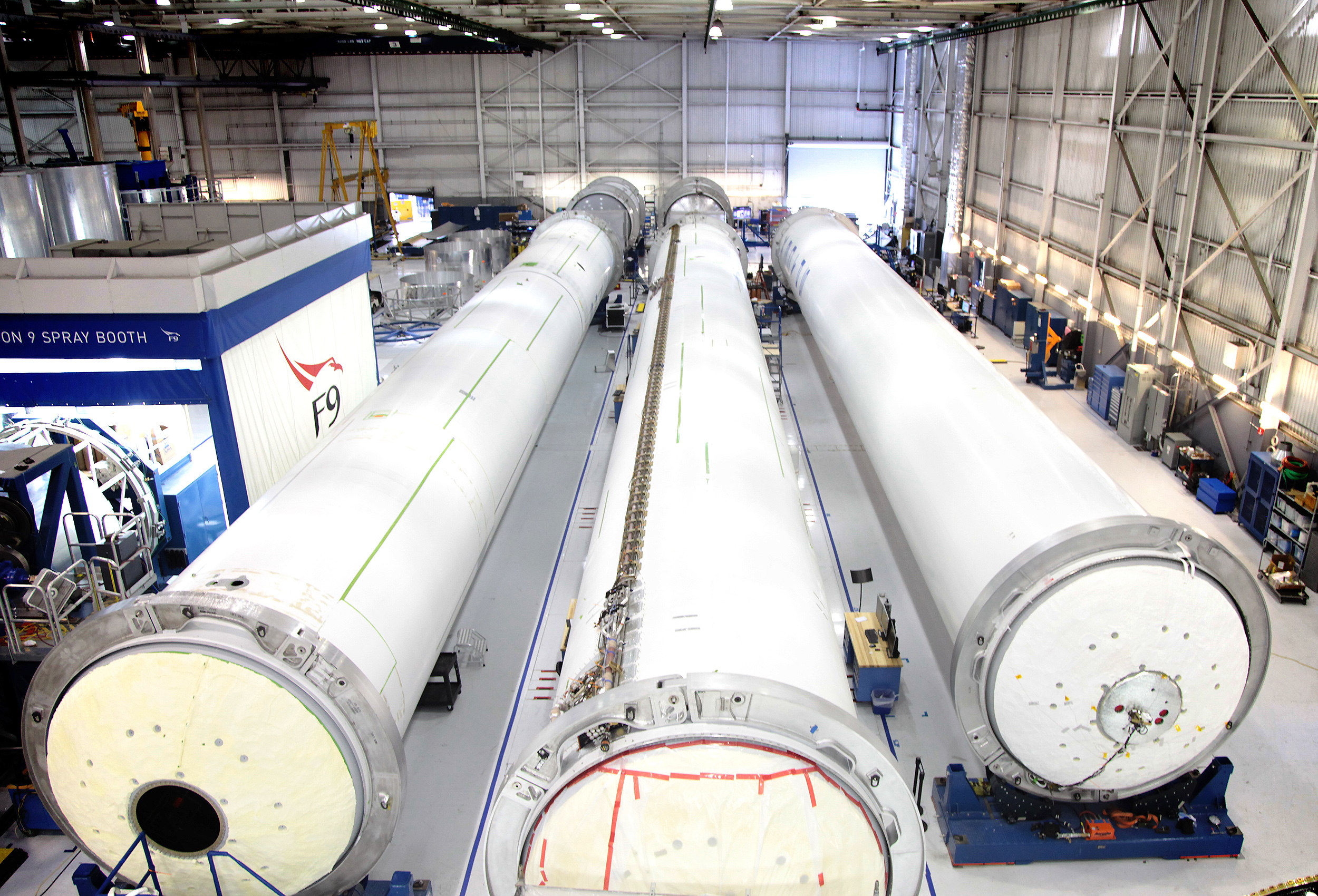
Lõi tên lửa đang được xây dựng tại một cơ sở SpaceX.

Sản xuất hàng không vũ trụ là một ngành công nghệ cao sản xuất "máy bay, phi thuyền tên lửa dẫn đường, phương tiện vũ trụ, động cơ máy bay, bộ phận đẩy và các bộ phận liên quan". Hầu hết các ngành công nghiệp đều hướng đến công việc của chính phủ. Đối với mỗi nhà sản xuất thiết bị gốc (OEM), chính phủ Hoa Kỳ đã gán định danh Thực thể Thương mại và Chính phủ (CAGE). Các định danh này giúp xác định từng nhà sản xuất, cơ sở sửa chữa và các nhà cung cấp hậu mãi quan trọng khác trong ngành hàng không vũ trụ.
Tại Hoa Kỳ, Bộ Quốc phòng và Cơ quan Hàng không và Vũ trụ Quốc gia (NASA) là hai cơ quan tiêu thụ lớn nhất các công nghệ và sản phẩm hàng không vũ trụ. Những cái khác bao gồm một ngành công nghiệp hàng không rất lớn. Ngành công nghiệp hàng không vũ trụ đã sử dụng 472.000 công nhân cố định và công nhân theo công trong năm 2006. Hầu hết những công việc đó đều được thực hiện ở bang Washington và California, với Missouri, New York và Texas cũng rất quan trọng. Các nhà sản xuất hàng không vũ trụ hàng đầu ở Mỹ là Boeing, United Technologies Corporation, SpaceX, Northrop Grumman và Lockheed Martin. Các nhà sản xuất này đang phải đối mặt với tình trạng thiếu lao động ngày càng tăng khi công nhân Mỹ có tuổi và nghỉ hưu. Các chương trình học nghề như Hội đồng học nghề hàng không vũ trụ (AJAC) phối hợp với các chủ lao động hàng không vũ trụ của tiểu bang Washington và các trường cao đẳng cộng đồng để đào tạo nhân viên sản xuất mới để duy trì ngành công nghiệp.
Các địa điểm quan trọng của ngành hàng không vũ trụ dân sự trên toàn thế giới bao gồm tiểu bang Washington (Boeing), California (Boeing, Lockheed Martin, v.v.); Montreal, Quebec, Canada (Bombardier, Pratt & Whitney Canada); Toulouse, Pháp (Airbus/EADS); Hamburg, Đức (Airbus/EADS); và São José dos Campos, Brazil (Embraer), Querétaro, Mexico (Bombardier Aerospace, General Electric Hàng không) và Mexicali, Mexico (United Technologies Corporation, Gulfstream Aerospace).
Tại Liên minh châu Âu, các công ty hàng không vũ trụ như EADS, BAE Systems, Thales, Dassault, Saab AB và Leonardo Sp A. (trước đây là Finmeccnica) chiếm một phần lớn trong ngành công nghiệp hàng không vũ trụ toàn cầu và nỗ lực nghiên cứu, với Cơ quan Vũ trụ châu Âu là một trong những cơ quan tiêu thụ lớn nhất về công nghệ và sản phẩm hàng không vũ trụ.
Tại Ấn Độ, Bangalore là một trung tâm lớn của ngành hàng không vũ trụ, nơi Hindustan Aeronautics Limited, Phòng thí nghiệm hàng không vũ trụ quốc gia và Tổ chức nghiên cứu vũ trụ Ấn Độ có trụ sở chính. Tổ chức nghiên cứu vũ trụ Ấn Độ (ISRO) đã phóng tàu quỹ đạo Mặt trăng đầu tiên của Ấn Độ, Chandrayaan-1, vào tháng 10 năm 2008.
Ở Nga, các công ty hàng không vũ trụ lớn như Oboronprom và Tập đoàn chế tạo máy bay United (bao gồm Mikoyan, Sukhoi, Ilyushin, Tupolev, Yakovlev và Irkut bao gồm Beriev) là một trong những công ty lớn trên toàn cầu trong ngành này. Liên Xô trong lịch sử cũng là nhà của một ngành công nghiệp hàng không vũ trụ lớn.
Vương quốc Anh trước đây đã cố gắng duy trì ngành công nghiệp hàng không vũ trụ lớn của riêng mình, chế tạo máy bay và máy bay chiến đấu của riêng mình nhưng nó đã chuyển phần lớn sang các nỗ lực hợp tác với các công ty lục địa, và đã trở thành một khách hàng nhập khẩu lớn từ các nước như như Hoa Kỳ. Tuy nhiên, Vương quốc Anh có một lĩnh vực hàng không vũ trụ rất tích cực, bao gồm nhà thầu quốc phòng lớn thứ hai trên thế giới, BAE Systems, cung cấp máy bay lắp ráp hoàn chỉnh, linh kiện máy bay, lắp ráp phụ và hệ thống phụ cho các nhà sản xuất khác, cả ở châu Âu và trên khắp thế giới.
Canada trước đây đã sản xuất một số thiết kế riêng cho máy bay phản lực, v.v. (ví dụ máy bay chiến đấu CF-100), nhưng trong một vài thập kỷ, nó đã dựa vào hàng nhập khẩu từ Hoa Kỳ và châu Âu để đáp ứng những nhu cầu này. Tuy nhiên, Canada vẫn sản xuất một số máy bay quân sự mặc dù nhìn chung chúng không có khả năng chiến đấu. Một ví dụ đáng chú ý khác là sự phát triển cuối thập niên 1950 của Avro Canada CF-105 Arrow, một máy bay đánh chặn chiến đấu siêu thanh đã bị hủy bỏ vào năm 1959, một quyết định gây tranh cãi.
Pháp đã tiếp tục chế tạo máy bay chiến đấu của riêng mình cho không quân và hải quân, và Thụy Điển tiếp tục chế tạo máy bay chiến đấu của riêng mình cho Không quân Thụy Điển; đặc biệt là hỗ trợ cho vị thế là một quốc gia trung lập. Các quốc gia châu Âu khác hợp tác chế tạo máy bay chiến đấu (như Panavia Tornado và Eurofighter Typhoon), hoặc người khác nhập khẩu chúng từ Hoa Kỳ.
Pakistan có một ngành công nghiệp kỹ thuật hàng không vũ trụ đang phát triển. Ủy ban Khoa học và Kỹ thuật Quốc gia, Phòng thí nghiệm Nghiên cứu Khan và Tổ hợp Hàng không Pakistan là một trong những tổ chức hàng đầu tham gia nghiên cứu và phát triển trong lĩnh vực này. Pakistan có khả năng thiết kế và sản xuất tên lửa, tên lửa và phương tiện không gian dẫn đường. Thành phố Kamra là nơi có Tổ hợp Hàng không Pakistan, nơi có nhiều nhà máy. Cơ sở này chịu trách nhiệm sản xuất máy bay MFI-17, MFI-395, K-8 và JF-17 Thunder. Pakistan cũng có khả năng thiết kế và chế tạo cả máy bay không người lái có vũ trang và không vũ trang.
Tại Cộng hòa Nhân dân Trung Hoa, Bắc Kinh, Tây An, Thành Đô, Thượng Hải, Thẩm Dương và Nam Xương là những trung tâm nghiên cứu và sản xuất chính của ngành hàng không vũ trụ. Trung Quốc đã phát triển một khả năng rộng lớn để thiết kế, thử nghiệm và sản xuất máy bay quân sự, tên lửa và phương tiện không gian. Mặc dù chuonge trình Thử nghiệm Thượng Hải Y-10 đã bị hủy bỏ vào năm 1983, Trung Quốc vẫn đang phát triển ngành hàng không vũ trụ dân dụng.
Ngành công nghiệp phụ tùng máy bay ra đời từ việc bán các bộ phận máy bay đã qua sử dụng hoặc đã qua sử dụng từ lĩnh vực sản xuất hàng không vũ trụ. Tại Hoa Kỳ, có một quy trình cụ thể mà các nhà môi giới hoặc đại lý phải tuân theo. Điều này bao gồm tận dụng một trạm sửa chữa được chứng nhận để đại tu và "gắn thẻ" một phần. Chứng nhận này đảm bảo rằng một phần đã được sửa chữa hoặc đại tu để đáp ứng các thông số kỹ thuật OEM. Khi một phần được đại tu, giá trị của nó được xác định từ cung và cầu của thị trường hàng không vũ trụ. Khi một hãng hàng không có một chiếc máy bay trên mặt đất, phần mà hãng hàng không yêu cầu để đưa máy bay trở lại hoạt động trở nên vô giá. Điều này có thể thúc đẩy thị trường cho các bộ phận cụ thể. Có một số thị trường trực tuyến hỗ trợ bán hàng hóa các bộ phận máy bay.
Trong ngành hàng không vũ trụ và quốc phòng, rất nhiều sự hợp nhất đã xuất hiện trong vài thập kỷ qua. Từ năm 1988 đến 2011, trên toàn thế giới có hơn 6.068 vụ sáp nhập và mua lại với tổng giá trị được biết là 678 tỷ USD đã được công bố. Các giao dịch lớn nhất đã được:
- Việc mua lại Rockwell Collins bởi United Technologies Corporation với giá 30,0 tỷ USD năm 2018
- Việc mua lại Goodrich Corporation bởi United Technologies Corporation với giá 16,2 tỷ USD năm 2011.[7]
- Việc sáp nhập Tín hiệu Đồng minh với Honeywell trong một giao dịch chứng khoán trị giá 15,6 tỷ USD năm 1999.[8]
- Việc sáp nhập Boeing với McDonnell trị giá 13,4 tỷ. USD năm 1996
- Việc mua lại Marconi Electronic Systems, một công ty con của GEC, bởi Không gian vũ trụ Anh với giá 12,9 tỷ USD năm 1999 (hiện được gọi là: BAE Systems)
- Việc mua lại Máy bay Hughes của Raytheon với giá 9,5 tỷ USD năm 1997.

### Công nghệ
Nhiều công nghệ và đổi mới được sử dụng trong ngành hàng không vũ trụ, nhiều trong số đó đã đi tiên phong trong Thế chiến II.

## Sáng kiến nảy sinh
Các sáng kiến nảy sinh (spinoff) đề cập đến bất kỳ công nghệ nào là kết quả trực tiếp của mã hóa hoặc sản phẩm do NASA tạo ra và được thiết kế lại cho mục đích thay thế. Những tiến bộ công nghệ này là một trong những kết quả chính của ngành hàng không vũ trụ, với doanh thu 5,2 tỷ đô la được tạo ra bởi công nghệ spinoff, bao gồm cả máy tính và thiết bị di động.  Những spinoff này có ứng dụng trong nhiều lĩnh vực khác nhau bao gồm y học, vận tải, năng lượng, hàng tiêu dùng, an toàn công cộng và nhiều hơn nữa.  NASA công bố một báo cáo thường niên gọi là "Spinoffs", liên quan đến nhiều sản phẩm và lợi ích cụ thể cho các khu vực nói trên trong nỗ lực làm nổi bật một số cách thức sử dụng tài trợ. Ví dụ, trong phiên bản gần đây nhất của ấn phẩm này, "Spinoffs 2015", nội soi được coi là một trong những dẫn xuất y học của thành tựu hàng không vũ trụ. Thiết bị này cho phép phẫu thuật thần kinh chính xác và hiệu quả hơn về chi phí bằng cách giảm các biến chứng thông qua thủ thuật xâm lấn tối thiểu, viết tắt là nhập viện.